# Vitovka (huyện)
Huyện Vitovka (tiếng Ukraina: Вітовський район, chuyển tự: Vitovsʹkiy raion) là một huyện của tỉnh Mykolaiv thuộc Ukraina. Huyện Vitovka có diện tích 1460 km², dân số theo điều tra dân số ngày 5 tháng 12 năm 2001 là 54655 người với mật độ 37 người/km2. Trung tâm huyện nằm ở Mykolaiv.